# ديك فلاهرتي
ديك فلاهرتي (بالإنجليزية: Dick Flaherty)‏ هو لاعب كرة قدم أمريكية أمريكي، ولد في 8 أغسطس 1900، وتوفي في 4 فبراير 1984.